# Бондарь, Георгий Ефимович
Гео́ргий Ефи́мович Бо́ндарь (16 мая 1931, Красная Балка, Криворожский район — 26 февраля 2003, Кривой Рог, Днепропетровская область) — советский строитель, бригадир комплексной бригады строительного управления № 4 треста «Криворожсеврудсрой» Министерства строительства предприятий тяжёлой индустрии Украинской ССР. Герой Социалистического Труда (1980).

## Биография
Родился 16 мая 1931 года в селе Красная Балка Криворожского района.
В 1941—1943 годах проживал на оккупированной территории в родном селе. В 1944—1947 годах работал в колхозе имени Шевченко. В 1947—1948 годах участвовал в строительстве коксовых батарей.
В 1948 году окончил среднюю школу № 38 в Кривом Роге. С 1948 года восстанавливал разрушенный после войны подземный Кривбасс, отстраивал шахты шахтоуправлений имени Орджоникидзе, имени Розы Люксембург, имени XX Партсъезда, строил шахту «Заря».
В 1947—1958 годах — мастер-инструктор строительного управления № 4 треста «Криворожстрой».
В 1958—1996 годах — бригадир комсомольско-молодёжной комплексной бригады строительного управления № 4 треста «Криворожсеврудсрой».
Указом Президиума Верховного Совета СССР от 5 сентября 1980 года за выдающиеся производственные успехи, достигнутые при строительстве Северного горно-обогатительного комбината имени Комсомола Украины, Бондарю Георгию Ефимовичу присвоено звание Героя Социалистического Труда с вручением ордена Ленина и золотой медали «Серп и Молот».
Принимал активное участие в строительстве объектов соцкультбыта — стадионов, дворцов культуры и спорта, универмагов, строил жилые массивы. В первых рядах строителей ЦГОКа и ЮГОКа, особо отличился на строительстве мощностей Северного горно-обогатительного комбината имени Ленинского Комсомола. Участвовал в строительстве Ледового дворца в Днепропетровске.
Новатор производства. Инициатор трудовых начинаний. Подготовил более сорока молодых строителей, которые приобрели рабочий опыт в бригаде мастера. Избирался депутатом Криворожского городского совета.
Умер 26 февраля 2003 года в Кривом Роге.

## Награды
- орден Ленина (11.08.1966);
- медаль «Серп и Молот» (05.09.1980);
- орден Ленина (05.09.1980);
- Медаль «В ознаменование 100-летия со дня рождения Владимира Ильича Ленина»;
- Медаль «Ветеран труда».

## Память
- Имя на Стеле Героев в Кривом Роге.